# Петров Віктор Олександрович
Ві́ктор Олекса́ндрович Петров — полковник Збройних Сил України, учасник російсько-української війни.

## Нагороди
- орден Богдана Хмельницького III ступеня (2 серпня 2014) — за особисту мужність і героїзм, виявлені у захисті державного суверенітету та територіальної цілісності України[1].
- Орден Данила Галицького (10 грудня 2018) — за особисті заслуги у захисті державного суверенітету і територіальної цілісності України, самовіддані дії та зразкове виконання службового обов’язку[2].